# Noëlle Châtelet
Noëlle Châtelet (n. 16 octombrie 1944, Meudon, Île-de-France, Franța) este o actriță și autoare franceză. Locuiește în Paris, unde predă la Université Paris 5 René Descartes, Stiintele Comunicarii.
Noëlle Châtelet este sora fostului premier francez Lionel Jospin și văduva filozofului François Châtelet. 
Până în anul 1987 a activat ca actriță de film si televiziune. Din 1989 până în 1991 a fost director al Institutului Francez din Florența iar în perioada 1995-1999 președintă a Maison des écrivains din Paris. În prezent este vicepreședintă la Société des Gens de Lettres. 
A primit premiul Prix Goncourt de la Nouvelle iar pentru La Dame en bleu, premiul Prix Anna de Noailles al Academiei Franceze.
Romanele sale, povestirile și eseurile au fost traduse în mai multe limbi.

## Opere

### Eseuri
- Le corps à corps culinaire, 1976
- Corps sur mesure, 1993
- Histoire de bouches, 1986 – Prix Goncourt de la nouvelle 1987
- A contre-sens, 1989
- A Table, 1992
- Le Baiser d'Isabelle, 2007
- Entretien avec le marquis de Sade, 2011

### Romane
- La Courte échelle , 1993
- La dame en bleu, 1996 – Prix Anna de Noailles de l’Académie française
- La femme coquelicot, 1997
- La petite aux tournesols, 1998
- La tête en bas, 2002
- La dernière leçon,  – Prix Renaudot des lycéens 2004
- Le Baiser d’Isabelle, 2007
- Au pays des vermeilles, 2009
- Entretien avec le Marquis de Sade, 2011
- Madame George, 2013